# Karl Litzenburger
Karl (Carl, Charles) Litzenburger (* 5. Juni 1912 in Ludwigshafen; † 4. März 1997 in Sarrebourg) war ein deutsch-französischer Architekt. Sein Hauptwerk ist die Kirche Sainte-Thérèse in Vasperviller im Département Moselle.

## Leben
Litzenburger wurde als viertes von sechs Kindern der Eheleute Michael und Wilhelmine Litzenburger geboren. Sein jüngster Bruder Roland Peter Litzenburger machte sich als Grafiker, Maler und Bildhauer im Bereich der christlichen Kunst einen Namen.
Karl Litzenburger legte 1935 am Humanistischen Gymnasium in Ludwigshafen sein Abitur ab. Für seine Leistungen im Fach Deutsch erhielt er den Scheffelpreis. Nach dem Reichsarbeitsdienst studierte er 1936 bis 1939 Architektur an der Technischen Hochschule Aachen und erwarb den Titel „Diplom-Ingenieur“. Anschließend war er ein Jahr als Entwurfsarchitekt bei der IG Farben (BASF) in Ludwigshafen beschäftigt. Es folgte eine Tätigkeit beim Wiederaufbau in Lothringen, wo er seine Frau Leontine kennen lernte und 1942 heiratete. 1943 wurde Litzenburger zur Wehrmacht eingezogen. 1946 übernahm er die Leitung des Staatlichen Hochbauamtes in Bad Dürkheim und nahm am Wettbewerb zur Neugestaltung des Deutschen Ecks in Koblenz teil.
1949 siedelte Litzenburger nach Frankreich über und machte sich 1951 in Niderviller bei Sarrebourg selbständig. Seitdem unterschrieb er meistens mit „Carl Litzenburger“. Zur Verwirklichung seines Hauptwerks, der Kirche Sainte-Thérèse, bedurfte Litzenbuger einer Sondergenehmigung durch den französischen Kultusminister André Malraux, da ihm zunächst als Ausländer mit deutschem Diplom die Aufnahme in die französische Architektenkammer verwehrt blieb. 1967 wurde er schließlich doch aufgenommen. 1978 erfolgte auf seinen Wunsch die Einbürgerung in Frankreich, wobei sein Vorname offiziell in „Charles“ geändert wurde. 1997 starb er im Krankenhaus in Sarrebourg und wurde in seinem Wohnort Niderviller beerdigt.

## Werke
Nach seinen Entwürfen wurden zahlreiche Einfamilienhäuser und andere Gebäude im Bereich Sarrebourg errichtet.
Sein wichtigstes Werk ist aber die 1968 eingeweihte Kirche Sainte-Thérèse in Vasperviller, einer Ortschaft im Département Moselle. Sie ist von der Wallfahrtskapelle Notre-Dâme du Haut in Ronchamp und dessen Baumeister Le Corbusier beeinflusst, wurde aber technisch und materiell mit deutlich bescheidenerem Aufwand verwirklicht. Litzenburger übernahm dabei nicht nur die Rolle des Architekten. Fast alle Einrichtungsgegenstände tragen ebenfalls seine Handschrift. So entwarf er die Stühle und das Mahnmal für zeitgenössische Märtyrer, gab eine geschnitzte „Ikone“ in Auftrag, hatte Anteil am Design der Orgel und gewann die angehende Medizinerin Gabriele Kütemeyer zur künstlerischen Gestaltung der Fensterwand.
Seiner Architektur legte er theoretische Überlegungen zugrunde, die um die Entstehung der christlichen Basilika und deren Übertragung in die moderne Zeit kreisten.